# Mahmoud Fayad
Mahmoud Fayad (ara. محمود فياض) (Aleksandrija, Egipat, 9. ožujka 1925. – 18. prosinca 2002.) bio je egipatski dizač utega. Na Olimpijadi 1948. u Londonu postao je olimpijski pobjednik podigavši ukupno 332,5 kg.

## Vanjske poveznice
- Sportski uspjesi Mahmouda Fayada  Arhivirana inačica izvorne stranice od 27. lipnja 2018. (Wayback Machine)